# Thomas Steven Varga
Thomas Steven Varga ist ein US-amerikanischer Schauspieler und Schauspiellehrer.

## Leben
Varga stammt gebürtig aus Los Angeles. Er machte seinen Master of Fine Arts im Fach Schauspiel an der University of California. Er wirkte in vielen William-Shakespeare-Theaterstücken mit und gehört zum Ensemble des Oregon Shakespeare Festival und für vier Spielzeiten außerdem zum Ensemble des OC’s New Swan Shakespeare Festival. Er begann seine Filmschauspielerkarriere ab 2014 durch eine Rolle in einem Kurzfilm. 2018 wirkte er im Musikvideo der Rockband Eels zum Song Rusty Pipes als titelgebender Hauptcharakter mit. Im selben Jahr folgte eine Besetzung im Fernsehfilm Triassic World.

## Filmografie
- 2014: Burn Card (Kurzfilm)
- 2015: Captive (Kurzfilm)
- 2017: John John Goes Viral (Kurzfilm)
- 2018: Triassic World (Fernsehfilm)
- 2018: Brother (Kurzfilm)
- 2018: The Coroner: I Speak for the Dead (Fernsehserie, 2 Episoden)
- 2019: People Magazine: Investigativ (Fernsehserie, Episode 3x12)
- 2019: Hospice (Fernsehfilm)
- 2019: Buried in the Backyard (Fernsehserie, Episode 2x11)
- 2019: Be(lie)f (Kurzfilm)
- 2019: Psycho BFF (Fernsehfilm)
- 2019: Exorcism of Allie Fay
- 2019: Darkness Comes (Kurzfilm)
- 2019: Solve (Fernsehserie, Episode 16x173)
- 2019: Cut-Purse (Kurzfilm)
- 2020: The Circular City
- 2020: Party of Five (Fernsehserie, Episode 1x07)
- 2020: S.H.A.R.P. (Kurzfilm)